# Arnold Schaufelberger
Arnold Sergius Karl Leonardowitsch Schaufelberger (russisch Арнольд Леонардович Шауфельбергер, wiss. Transliteration Arnold Leonardovič Šaufel'berger; * 17. Oktober 1874 in Sankt Petersburg; † 21. April 1938 in Zürich) war Russlandschweizer in dritter Generation, Großkaufmann, Börsenmakler.

## Leben
Sohn des Hofrats Leonhard L. Schaufelberger, Taufpaten waren Großfürst Sergei Alexandrowitsch Romanow und Mathilde Smith. Aus der Ehe mit der Pianistin Irma Mundigo gingen 2 Söhne hervor: Eduard A. (1900–1954) und Arnold Alka (1901–1982). Aus seiner zweiten Ehe 1904 mit Alice Antoinette Pauline Rossé gingen die Töchter Alice Marie (1906–2004) und Maria Elisabeth (1911–2001) hervor. Im Verzeichnis der Russischen Businesselite von 1914 ist Schaufelberger mit folgender Berufsbezeichnung eingetragen: Kaufmann der 2. Gilde, Makler der Petersburger Fondbörse, Vorstandsvorsitzender der englischen „The Vagransky Gold Mining Company Limited“, Vorstandsmitglied der Bergindustriegesellschaft „Mediator“ und Petersburger Vermittler beim Ankauf von Bodenschatzvorkommen.

Arnold & Alice um 1904.

Er profitierte vom Bau der Nord-Donezk-Bahn, transferierte Gelder der Nobel-Familie aus der Erdölgewinnung in Baku, besaß selbst ein Gut im Ural mit Goldgruben und Goldwäscherei. In den Revolutionsjahren enteignet und im Kaukasus (Kislowodsk 1917 und Ekatarinodar 1918–1921) im Exil. Nach Beendigung des Kriegskommunismus 1921 stellte Lenin fest, dass der Aufbau des Sozialismus ohne Kapital im postfeudalen Russland nicht funktioniert. Lenin entwickelte die Neue Ökonomische Politik (NEP-Zeit), um an ausländisches Kapital zu gelangen. Auf Lenins Geheiß gründete Schaufelberger die Devisenbörse und sein Freund Kvatinikov die Aktienbörse in der Reichsbank wieder. 1924 wurde Schaufelberger als Konterrevolutionär verhaftet und saß dreieinhalb Monate im Petrograder Gefängnis, dann wurde er in das Gulag auf den Solowezki-Inseln, dem Solovezkischen Lager für besondere Bestimmung (SLON), im Weißen Meer deportiert und im Frühherbst 1927 nach Nowgorod entlassen. Unter dem Druck der deutschen Botschaft in Moskau reiste Schaufelberger 1928 nach Berlin aus. Von dort gelangte er über Paris nach Zürich. 1929 verfasste er einen Bericht über das Solovezkische Lager zur besonderen Bestimmung (SLON) und meldete seine Verluste bei der Association des Intérêts Suisses en Russie an. Mitglied in der Vereinigung „Die Meise“. Er starb am 21. April 1938 in Zürich, sein älterer Bruder (Buchhalter L.L. Schaufelberger 1873–1938) folgte ihm einen Tag später.